# تیلموک (اورگن)
تیلموک  (به انگلیسی: Tillamook) شهری در شهرستان تیلموک ایالت اورگن است و در سرشماری سال ۲۰۱۱ میلادی، ۴٬۹۳۵ نفر جمعیت داشته که نسبت به سال ۲۰۱۰، −۰٫۶۱ درصد رشد جمعیت داشته‌است.

## موقعیت جغرافیایی
موقعیت جغرافیایی شهرها و مناطق اطراف به شرح زیر است: